# Związek Polskich Autorów i Kompozytorów
Związek Polskich Autorów i Kompozytorów powstał w 1945 w Łodzi jako Związek Autorów i Kompozytorów (ZaiK).
Ma dwie sekcje: kompozytorską i literacką. Statutowo zajmuje się twórczością rozrywkową. Posiada Komisję Kwalifikacyjną.

## Historia
Wśród członków założycieli byli m.in.: Jerzy Arct – kompozytor, wydawca; Jan Ernst – muzyk, geograf; Jan Brzechwa – poeta, bajkopisarz, prawnik. Pierwszy prezes: Tadeusz Sygietyński, kompozytor, założyciel zespołu ludowego „Mazowsze”.
W 1947 roku ZAiK przeniósł się do Warszawy. Prezesem został Julian Tuwim. Rok później, po atakach Ministerstwa Kultury i Sztuki, oraz Związku Kompozytorów Polskich i Związku Literatów Polskich, ZAiK został rozwiązany.
W roku 1956, korzystając z politycznej odwilży, Władysław Szpilman reaktywował ZAiK pod nową nazwą ZAKR. Działalność związku zawieszano jeszcze dwukrotnie: w latach 1968–1969, oraz w czasie stanu wojennego, w 1981 roku.

## Prezesi[1]
- Tadeusz Sygietyński
- Julian Tuwim
- Władysław Szpilman
- Jerzy Harald
- Jerzy Ficowski
- Jerzy Abratowski
- Robert Stiller
- Marek Sart
- Zbigniew Adrjański
- Mateusz Święcicki
- Jan Zalewski
- Janusz Sławiński
- Jan Majdrowicz
- Bogusław Nowicki
- Jacek Korczakowski
- Ryszard Ulicki
- Krzysztof Dzikowski
- Jerzy Mamcarz
- Piotr Bakal